# Élections européennes de 2024 à Malte
Pour un article plus général, voir Élections européennes de 2024.
Les élections européennes de 2024 à Malte sont les élections des députés de la dixième législature du Parlement européen, qui se déroulent du 6 au 9 juin 2024 dans tous les États membres de l'Union européenne, dont Malte où elles ont lieu le 8 juin 2024. Des élections municipales ont lieu simultanément.

## Contexte
Au niveau européen, l'Union européenne est dans une situation de ralentissement économique, de mécontentement en zones rurales, de changement climatique et d'immigration. Des sondages envisagent que le groupe Identité et Démocratie devienne le troisième groupe du parlement européen.
En 2020, les deux partis AD (Alternative démocratique - Les Verts) et PD (Parti démocratique) se sont rapprochés pour former la troisième force politique AD+PD (en)
Ce début d'année 2024 marquera également la nomination d'un nouveau Président de Malte qui nécessitera l'approbation des deux tiers des membres du Parlement plutôt que la majorité simple.

## Mode de scrutin
Les six députés européens maltais sont élus au suffrage universel direct par les citoyens maltais et les ressortissants d’un autre État membre de l’UE, et âgés de plus de 18 ans. Le scrutin se tient selon le mode du vote unique transférable. Les électeurs classent les différents candidats selon un ordre de préférence. Aussi, pour être élu un candidat doit dépasser un quota de voix calculé préalablement (nombre de votes valides exprimés divisé par nombre de sièges à pouvoir plus 1). Les voix supplémentaires que ce candidat a recueilli étant ensuite redistribués entre les candidats restant en liste selon les préférences émises par les électeurs.

## Campagne

### Principaux partis et candidats
| Parti | Parti              | Positionnement et idélogie                                     | Candidats                | Parti européen | Députés sortants | Députés sortants |
| Parti | Parti              | Positionnement et idélogie                                     | Candidats                | Parti européen | Nombre           | Groupe politique |
| ----- | ------------------ | -------------------------------------------------------------- | ------------------------ | -------------- | ---------------- | ---------------- |
|       | Parti Travailliste | Centre gauche Social-démocratie                                |                          | PSE            | 4 / 6            | S&D              |
|       | Parti nationaliste | Centre droit Libéral-conservatisme                             |                          | PPE            | 2 / 6            | PPE              |
|       | AD+PD (en)         | Centre gauche / Écologie politique                             |                          | PVE            | 0 / 6            |                  |
|       | Volt Malta (en)    | Centre gauche, Centre Social-libéralisme, Fédéralisme européen | Matthias Iannis Portelli | Volt           | 0 / 6            |                  |

## Résultats
| Parti ou coalition       | Parti ou coalition       | Voix    | %     | +/-  | Sièges | +/-           | Groupe | Groupe |
| ------------------------ | ------------------------ | ------- | ----- | ---- | ------ | ------------- | ------ | ------ |
|                          | Parti travailliste (PL)  | 117 805 | 45,26 | 9,03 | 3      | 1             | S&D    |        |
|                          | Parti nationaliste (PN)  | 109 351 | 42,02 | 4,12 | 3      | 1             | PPE    |        |
|                          | Imperium Europa          | 6 816   | 2,62  | 0,55 | 0      | en stagnation |        |        |
|                          | AD+PD                    | 3 109   | 1,19  | Nv   | 0      | en stagnation |        |        |
|                          | ABBA                     | 527     | 0,20  | Nv   | 0      | en stagnation |        |        |
|                          | Volt Malta               | 298     | 0,11  | Nv   | 0      | en stagnation |        |        |
|                          | Indépendants             | 22 352  | 8,59  | 7,58 | 0      | en stagnation |        |        |
|                          |                          |         |       |      |        |               |        |        |
| Votes valides            | Votes valides            | 260 258 | 96,34 |      |        |               |        |        |
| Votes blancs et nuls     | Votes blancs et nuls     | 9 884   | 3,66  |      |        |               |        |        |
| Total                    | Total                    | 270 142 | 100   | -    | 6      | en stagnation | -      |        |
| Abstentions              | Abstentions              | 100 042 | 27,03 |      |        |               |        |        |
| Inscrits / Participation | Inscrits / Participation | 370 184 | 72,97 |      |        |               |        |        |